# Baby Driver - Il genio della fuga
Baby Driver - Il genio della fuga (Baby Driver) è un film del 2017 scritto e diretto da Edgar Wright.

## Trama
Atlanta, Stati Uniti. Baby è un giovane pilota che affida il suo talento con le macchine al crimine, costretto a lavorare per Doc, una geniale ma altrettanto spietata mente criminale che pianifica rapine, dopo avergli rubato un veicolo contenente merci illecite. Da quando perse i genitori in un incidente stradale, Baby soffre di acufene che egli blocca ascoltando quasi sempre la musica con i suoi auricolari. Ascoltare musica aiuta Baby anche a concentrarsi durante gli inseguimenti con la polizia, sincronizzando i suoi movimenti al ritmo delle canzoni. Nella sua vita privata Baby si prende cura del padre adottivo Joseph, paraplegico e affetto da sordomutismo, crea montaggi musicali con le conversazioni dei criminali riprese con un registratore a nastro e si innamora di una cameriera, Debora, con la quale riesce a stabilire una relazione.
Un nuovo membro della squadra di Doc, Pazzo, fa quasi mandare all'aria una rapina quando uccide una guardia; la banda viene poi attaccata da un passante armato ma Baby riesce a sfuggire da lui e dalla polizia. Credendo di avere pagato il debito che ha con Doc, Baby inizia a consegnare pizze a domicilio come nuova professione. Tuttavia, durante un appuntamento con Debora, Baby incontra Doc, quest'ultimo lo costringe a prendere parte ad un'altra rapina, minacciando di fare del male a Debora in caso di rifiuto. Doc ha preso di mira un ufficio postale; durante una perlustrazione della struttura per il piano del boss, Baby interagisce cordialmente con una commessa. Dopo la missione esplorativa, Baby contatta Debora e le confida un piano per lasciare la città insieme.
Nonostante Doc non utilizzi mai le stesse squadre per ciascuna rapina, ingaggia Pazzo, Buddy e la sua ragazza Darling, inoltre incarica la squadra di acquistare delle armi per la rapina all'ufficio postale dal Macellaio, un trafficante di armi. Durante l'incontro, Pazzo riconosce i trafficanti come poliziotti e apre il fuoco uccidendo il Macellaio prima di scappare con Baby. In seguito Pazzo porta la squadra a sostare nella tavola calda dove lavora Debora, non sapendo che lei e Baby si conoscono. Quando i criminali se ne vanno, Baby lascia a Debora un biglietto, dandole appuntamento per la fuga quella stessa notte alle due. Doc è furioso nei confronti di Pazzo poiché il Macellaio e i suoi erano agenti di polizia corrotti sul suo libro paga e sta per cancellare la rapina ma Baby suggerisce di compierla ugualmente. Quando tenta di scappare con Debora durante la notte, Baby viene fermato da Pazzo e da Buddy che hanno scoperto le registrazioni e credono che sia una spia della polizia. Dopo avere ascoltato i nastri, Doc e i criminali concludono che Baby non sia una spia.
Mentre è in corso la rapina all'ufficio postale, Baby attende al volante della macchina per la fuga, quando vede arrivare l'impiegata conosciuta il giorno della perlustrazione; le rivolge per due volte un cenno di diniego, per dissuaderla dall'entrare nell'edificio, e la donna si allontana, ma torna poco dopo con una guardia. Sopraggiungendo in quel momento, dopo la rapina, Pazzo uccide la guardia ed entra in macchina con il resto della squadra. Disgustato, Baby rifiuta di guidare per aiutarli a scappare. Quando Pazzo gli intima di partire, puntandogli addosso il fucile e colpendolo al volto, Baby preme l'acceleratore schiantandosi sul retro di un carro attrezzi: Pazzo muore trafitto da dei tondini. Baby e i due criminali rimasti tentano di scappare a piedi. Darling viene uccisa durante uno scontro a fuoco con la polizia; attribuendone la colpa a Baby, Buddy giura di ucciderlo per vendicarla. Baby riesce a scappare rubando un'altra macchina, lascia Joseph in una casa di riposo e parte per prendere Debora e fuggire con lei. Buddy lo attende alla tavola calda per tendergli un agguato, ma Baby e Debora gli sfuggono mentre la polizia si avvicina.
Baby chiede aiuto a Doc, che inizialmente glielo rifiuta, per via della rapina mandata a monte, ma poi decide di aiutare i due giovani spiegando che anche lui è stato innamorato in passato. Doc consegna a Baby e a Debora dei soldi e delle indicazioni per lasciare il paese. Improvvisamente sopraggiungono dei poliziotti che sparano a Doc, che, pur ferito, risponde al fuoco, uccidendoli e permettendo ai due innamorati di scappare. Buddy arriva a bordo di una macchina della polizia rubata, travolge e uccide Doc, quindi prende di mira Baby e Debora. Alla fine di un violento inseguimento Buddy spara due colpi vicino alle orecchie di Baby, danneggiandogli l'udito, ma grazie all'aiuto decisivo di Debora dopo un lungo e violento scontro, il criminale rimane ucciso.
Quando stanno per lasciare Atlanta, Baby e Debora vanno incontro a un blocco stradale della polizia. Debora si prepara ad affrontarli ma Baby le fa fermare l'auto e si costituisce. Al processo di Baby, Debora, Joseph e le persone che Baby ha mantenuto incolumi durante le rapine testimoniano a suo favore. Baby viene condannato a venticinque anni in galera con la possibilità di avere la libertà vigilata dopo cinque anni. In prigione Baby riceve cartoline da Debora, che gli promette di attenderlo. Il film termina con Baby che esce dalla prigione e alla sua uscita trova Debora ad attenderlo accanto a un'auto d’epoca, i due innamorati finalmente possono riabbracciarsi e si scambiano un bacio.

## Produzione
Il 22 luglio 2014 è stato annunciato che Edgar Wright ha lasciato la regia di Ant-Man e che il suo prossimo film sarebbe stato Baby Driver per la Working Title Films. La sceneggiatura del film è parzialmente ispirata al videoclip di Blue Song dei Mint Royale, diretto dallo stesso Wright nel 2003.
Le riprese del film, interpretato da Ansel Elgort, Kevin Spacey, Lily James, Jon Bernthal, Eiza González, Jon Hamm e Jamie Foxx, sono iniziate il 17 febbraio e si sono concluse il 13 maggio 2016 ad Atlanta.

## Distribuzione
Il film è stato presentato in anteprima mondiale l'11 marzo 2017 al South by Southwest Film Festival. Inizialmente la distribuzione nelle sale cinematografiche statunitensi era prevista per l'11 agosto 2017, poi anticipata al 28 giugno 2017. In Italia è stato distribuito il 7 settembre 2017.

## Colonna sonora
Nelle sparatorie i colpi che si sentono sono a ritmo della musica di sottofondo.
1. The Jon Spencer Blues Explosion – Bellbottoms
2. Bob & Earl – Harlem Shuffle
3. Jonathan Richman & The Modern Lovers – Egyptian Reggae
4. Googie Rene – Smokey Joe's La La
5. The Beach Boys – Let's Go Away For Awhile
6. Carla Thomas – B-A-B-Y
7. Kashmere Stage Band – Kashmere
8. Dave Brubeck – Unsquare Dance
9. The Damned – Neat Neat Neat
10. Commodores – Easy (Single Version)
11. T. Rex – Debora
12. Beck – Debra
13. Incredible Bongo Band – Bongolia
14. The Detroit Emeralds – Baby Let Me Take You (in My Arms)
15. Alexis Korner – Early In The Morning
16. David McCallum – The Edge
17. Martha and the Vandellas – Nowhere To Run
18. The Button Down Brass – Tequila
19. Sam & Dave – When Something Is Wrong With My Baby
20. Brenda Holloway – Every Little Bit Hurts
21. Blur – Intermission
22. Focus – Hocus Pocus (Original Single Version)
23. Golden Earring – Radar Love (1973 Single Edit)
24. Barry White – Never, Never Gonna Give Ya Up
25. Young MC – Know How
26. Queen – Brighton Rock
27. Sky Ferreira – Easy
28. Simon & Garfunkel – Baby Driver
29. Kid Koala – Was He Slow (Credit Roll Version)
30. Danger Mouse featuring Run the Jewels & Big Boi – Chase Me

## Riconoscimenti
- 2018 - Premio Oscar
  - Candidatura per il Miglior montaggio a Jonathan Amos e Paul Machliss
  - Candidatura per il Miglior sonoro a Julian Slater, Tim Cavagin e Mary H. Ellis
  - Candidatura per il Miglior montaggio sonoro a Julian Slater
- 2018 - Golden Globe[8]
  - Candidatura per il miglior attore in un film commedia o musicale a Ansel Elgort
- 2017 - SXSW Film Festival
  - Headliners - Audience Award[9]
- 2017 - National Board of Review Awards[10]
  - Migliori dieci film dell'anno
- 2018 - Critics' Choice Awards[11]
  - Candidatura per il miglior montaggio per Paul Machliss e Jonathan Amos
  - Candidatura per il miglior film d'azione
- 2018 - Satellite Award[12]
  - Candidatura per il miglior montaggio a Jonathan Amos